# Nezumia kensmithi
Nezumia kensmithi és una espècie de peix de la família dels macrúrids i de l'ordre dels gadiformes.

## Morfologia
- Els mascles poden assolir 39,8 cm de llargària total.[5][6]

## Hàbitat
És un peix d'aigües profundes que viu fins als 555 m de fondària.

## Distribució geogràfica
Es troba a 900 km al sud-oest de San Diego (Califòrnia, Estats Units).